# Georgeana (escarabajo)
Georgeana es un género de escarabajos longicornios de la tribu Acanthocinini que contiene una sola especie, Georgeana azurea. La especie fue descrita por Monné M. L. & Monné M. A. en 2011.
Se distribuye por Brasil. Mide aproximadamente 5,6-8,4 milímetros de longitud.